# Roncus svarozici
Espèce
Roncus svarozici est une espèce de pseudoscorpions de la famille des Neobisiidae.

## Distribution
Cette espèce est endémique de Serbie. Elle se rencontre vers Jelovica.

## Description
Les mâles mesurent de 2,425 à 3,15 mm et les femelles de 3,13 à 3,315 mm.

## Publication originale
- Ćurčić, 1992 : New and little-known pseudoscorpions of the genus Roncus L. Koch (Neobisiidae, Pseudoscorpiones) from Serbia, Yugoslavia. Bijdragen tot de Dierkunde, vol. 61, no 4, p. 237-249.